# Süderende
Süderende è un comune di 178 abitanti dello Schleswig-Holstein, in Germania. Si trova sull'isola di Föhr.
Appartiene al circondario (Kreis) della Frisia Settentrionale (targa NF) ed è parte della comunità amministrativa (Amt) di Föhr-Amrum.
Qui, come in gran parte dell'area occidentale di Föhr viene parlato il fering, una variante locale della lingua frisone.

## Luoghi d'interesse

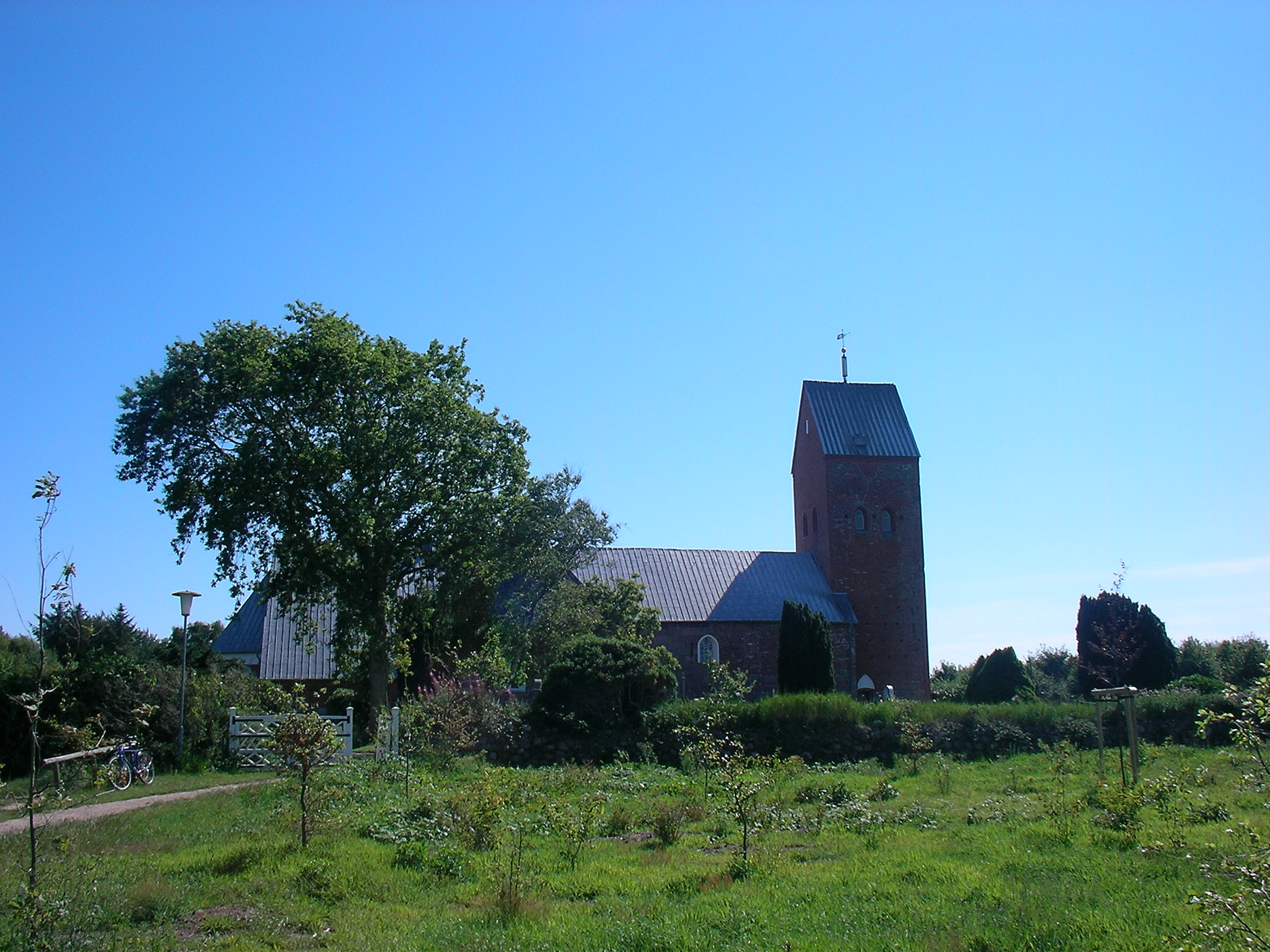
Chiesa di San Lorenzo

Nel paese di Süderende sorge la chiesa di San Lorenzo (in tedesco St. Laurentii) del XII secolo. L'edificio è in mattoni e in parte in pietre, tipico esempio del Gotico baltico. All'interno ci sono affreschi rinascimentali. La chiesa è circondata dal cimitero, caratterizzato dalle cosiddette "tombe parlanti", dove sulla stele è riassunta la vita del defunto. Spesso si tratta di tombe risalenti al XVII secolo, appartenenti a marinai e capitani attivi durante la caccia alle balene.

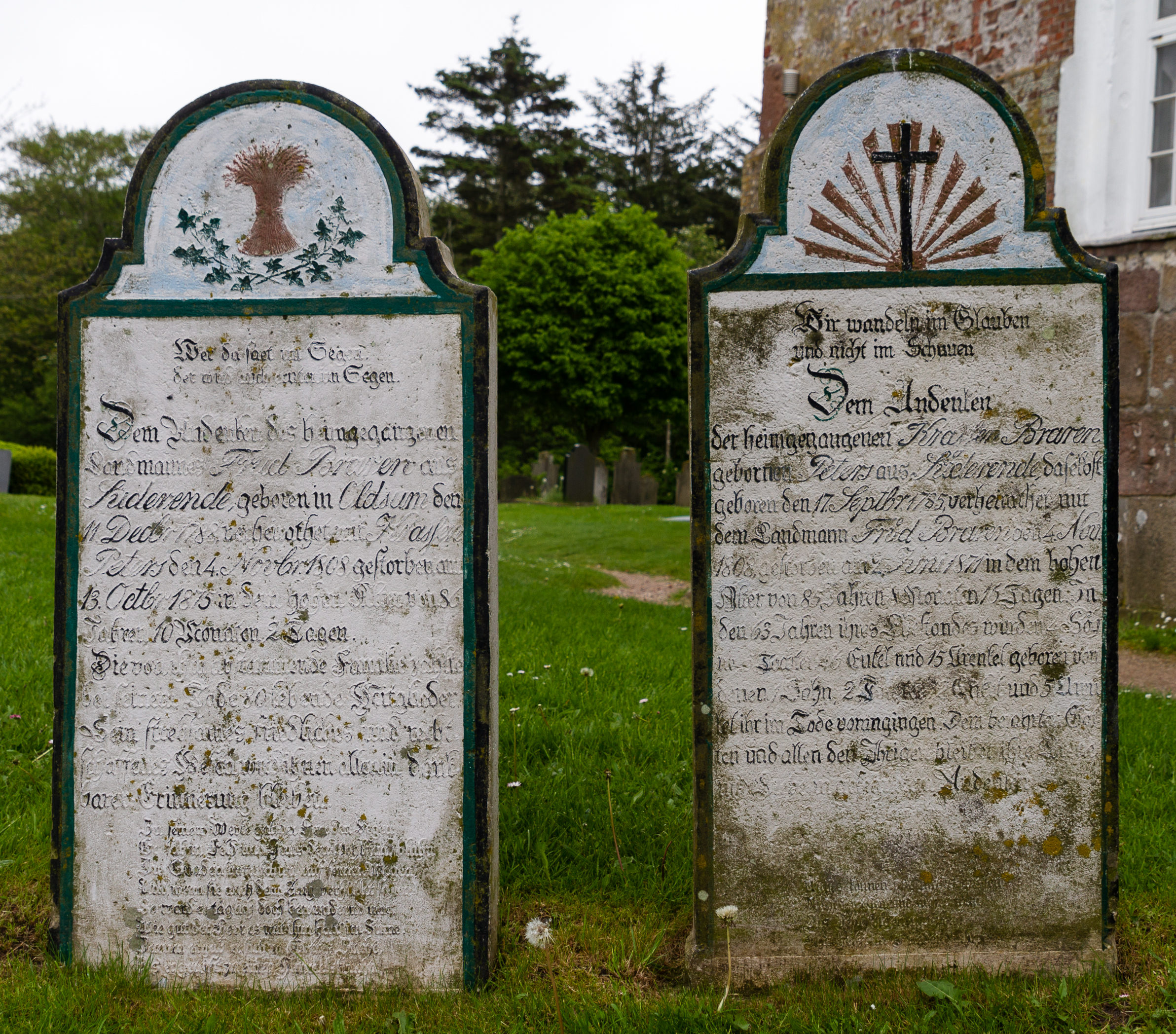
Le cosiddette Tombe parlanti